# Kayah (staat)
Kayah is een staat van Myanmar. De hoofdstad is Loikaw.
Kayah telt naar schatting 280.000 inwoners op een oppervlakte van 11.733 km².

## Religie
De grootste religies in Kayah zijn het boeddhisme en het christendom.
| Religieuze samenstelling (2014) | Religieuze samenstelling (2014) | Religieuze samenstelling (2014) | Religieuze samenstelling (2014) | Religieuze samenstelling (2014) |
| ------------------------------- | ------------------------------- | ------------------------------- | ------------------------------- | ------------------------------- |
|                                 |                                 |                                 |                                 |                                 |
| Boeddhisme                      | Boeddhisme                      |                                 | 49,9%                           | 49,9%                           |
| Christendom                     | Christendom                     |                                 | 45,8%                           | 45,8%                           |
| Islam                           | Islam                           |                                 | 1,1%                            | 1,1%                            |
| Animisme                        | Animisme                        |                                 | 1,9%                            | 1,9%                            |
| Hindoeïsme                      | Hindoeïsme                      |                                 | 0,1%                            | 0,1%                            |
| Geen/Overig                     | Geen/Overig                     |                                 | 1,2%                            | 1,2%                            |